# Juan José Caldera
Pour l’article homonyme, voir Caldera.
Juan José Caldera est un avocat et homme politique vénézuélien, né à Caracas le 4 février 1948. Fils de l'ancien président Rafael Caldera, il est le président du parti Convergencia (es) fondé par son père en 1993. Il a également été gouverneur de l'État d'Yaracuy de 1979 à 1982, sénateur de 1983 à 1989 et député à l'Assemblée nationale du Venezuela de 2000 à 2006.

## Sources
- (es) Cet article est partiellement ou en totalité issu de l’article de Wikipédia en espagnol intitulé « Juan José Caldera » (voir la liste des auteurs).